# La morte di Tiziano
La morte di Tiziano è un poemetto scritto da Hugo von Hofmannsthal nel 1892, quando aveva diciotto anni.

## Trama
La vicenda si svolge su una collina immaginaria, all'interno di una villa che domina la città di Venezia e appartiene al pittore Tiziano. Questi, in punto di morte, è circondato da molti suoi allievi e propone loro la visione della sua opera ultima, una scenetta dionisiaca recitata da tre fanciulle. Proprio nel momento della sua morte infatti, il pittore del dionisiaco festeggia la vita e le baccanti.
Poi, mentre sta morendo, Tiziano grida la frase "il dio Pan vive!", che spinge gli allievi a lasciare la villa per raggiungere una Venezia infestata dalla peste e morire con il suo popolo nelle ultime, orgiastiche sensazioni che si dice provochi questa malattia in coloro che la contraggono.
Quest'ultima parte è però rimasta incompiuta, e il poemetto si chiude con la discesa degli allievi nella città.